# Ален Роб-Грийе
Ален Роб-Грийе (на френски: Alain Robbe-Grillet) е френски писател, сценарист и кинематографист. В цялото си творчество писателят се бунтува срещу гнета на идеологиите и абсолютния ред.

## Биография
Роден е на 18 август 1922 г. в Брест, департамент Финистер, Франция. Завършва Националния институт по агрономия. Първия си роман, „Цареубиец“ (Un régicide), написва през 1949 г., но той си остава непубликуван до 1978 г. Роб-Грийе предлага ръкописа на романа на едно от най-големите френски издателства – „Галимар“, но то го отхвърля. Все пак първият му опит не остава незабелязан, защото ръкописът попада в редакцията на друго издателство, което тепърва ще набира скорост – „Минюи“.
Следващите две години Роб-Грийе работи като инженер в Колониалния институт за плодове и цитруси, като често пътува до Мароко, Френска Гвиана, Гваделупа и Мартиника. В края на 1950 г. напуска работата си заради влошаване на здравето. Връщайки се във Франция, пише втория си роман – „Гумите“ (Les Gommes).
През 60-те и 70-те години Роб-Грийе пише няколко сценария и режисира филми. По-късно издава и няколко книги, съдържащи биографичен материал. Негова съпруга е писателката, известна под псевдонима Жан дьо Бер.
През 2004 г. е избран за член на Френската академия.
Умира от инфаркт на 18 февруари 2008 г. в Кан на 85-годишна възраст.

## Творчество
През 50-те години на ХХ век Роб-Грийе става известен като един от най-изявените представители на течението „нов роман“. При него техниката на писателя се издига в култ, отхвърлят се традиционните романови категории – сюжет, герой, психологизъм, връзки във времето и пространството. Сборникът от статии, които е писал по това време, бива приет като литературен манифест.
Ролан Барт е един от ранните поддръжници на Ален Роб-Грийе. От края на 50-те години Жан Рикарду, който се откроява като водещ теоретик и критик на „новия роман“, отделя особено внимание на творчеството на Роб-Грийе.

### Романи
- 1949 Un régicide
- 1953 Les Gommes 
Гумите, София: Народна култура, 1985 г. [5]
- 1955 Le Voyeur
- 1957 La Jalousie
Ревност, София: Народна култура, 1985 г. [5]
- 1959 Dans le labyrinthe
В лабиринта, Плевен: ЕА, 1995 г.
- 1965 La Maison de rendez-vous
- 1970 Projet pour une révolution à New York
- 1976 Topologie d'une cité fantôme
Топология на един град призрак. Превод от френски Павлина Рибарова. София: Златорог, 2003 г.
- 1978 Souvenirs du triangle d'or
- 1981 Djinn
Джин, София: Народна култура, 1985 г. [5]
- 2001 La Reprise

### Киноромани и сценарии
- 1961 L'Année dernière à Marienbad
Миналата година в Мариенбад, София: Народна култура, 1985 г. [5] (реж. А. Рене)
- 1963 L'Immortelle
- 1969 Les Gommes (Гумите, реж. Люсиен Дероази)
- 1971 La Jalousie (Ревност, за телевизията, реж. К. Киршнер)
- 1974 Glissements progressifs du plaisir
- 1994 Taxandria (реж. Раул Серве)
- 2002 C'est Gradiva qui vous appelle
- 2010 Campana de la noche (реж. Майкъл Милс)

### Мемоари
- Le Miroir qui revient (1985)
- Angélique ou l'Enchantement (1988)
- Les Derniers Jours de Corinthe (1994)